# Lichenochrus crassipes
Lichenochrus crassipes är en insektsart som beskrevs av Karsch 1890. Lichenochrus crassipes ingår i släktet Lichenochrus och familjen vårtbitare. Inga underarter finns listade i Catalogue of Life.